# Gottfried Fenner
Gottfried Ludwig Fenner (* 2. Dezember 1829 in Hoof; † 5. April 1902 in Leipzig) war Jurist und Mitglied des Deutschen Reichstags.

## Leben
Fenner besuchte Gymnasien in Hanau und Marburg und studierte Rechtswissenschaften an den  Universitäten in Marburg und Berlin. Er trat in den kurhessischen Justizdienst und war zuletzt Obergerichtsassessor in Kassel. Ab 1867 war er Rechtsanwalt beim Oberappellationsgericht, dann beim Obertribunal in Berlin und Justizrat beim Reichsgericht.
Von 1874 bis 1877 war er Mitglied des Deutschen Reichstags für den Reichstagswahlkreis Regierungsbezirk Kassel 5 (Marburg-Frankenberg) und die Nationalliberale Partei.
1884 war er der Verteidiger des Anarchisten August Reinsdorf.